# Braham
Braham és una població dels Estats Units a l'estat de Minnesota. Segons el cens del 2000 tenia 1.276 habitants.

## Demografia
Segons el cens del 2000, Braham tenia 1.276 habitants, 511 habitatges, i 331 famílies. La densitat de població era de 391 habitants per km².
Dels 511 habitatges en un 37,8% hi vivien nens de menys de 18 anys, en un 44,8% hi vivien parelles casades, en un 15,1% dones solteres, i en un 35,2% no eren unitats familiars. En el 29,7% dels habitatges hi vivien persones soles el 16,8% de les quals corresponia a persones de 65 anys o més que vivien soles. El nombre mitjà de persones vivint en cada habitatge era de 2,49 i el nombre mitjà de persones que vivien en cada família era de 3,06.
Per edats la població es repartia de la següent manera: un 29,7% tenia menys de 18 anys, un 10% entre 18 i 24, un 30,2% entre 25 i 44, un 16,8% de 45 a 60 i un 13,4% 65 anys o més.
L'edat mediana era de 32 anys. Per cada 100 dones de 18 o més anys hi havia 87,3 homes.
La renda mediana per habitatge era de 34.830 $ i la renda mediana per família de 43.229 $. Els homes tenien una renda mediana de 32.455 $ mentre que les dones 22.750 $. La renda per capita de la població era de 16.693 $. Entorn del 13,1% de les famílies i el 14% de la població estaven per davall del llindar de pobresa.

## Poblacions més properes
El següent diagrama mostra les poblacions més properes.